# Зімбор (комуна)
Зімбор (рум. Zimbor) — комуна у повіті Селаж в Румунії. До складу комуни входять такі села (дані про населення за 2002 рік):
- Долу (130 осіб)
- Зімбор (537 осіб) — адміністративний центр комуни
- Кендремал (170 осіб)
- Синкраю-Алмашулуй (286 осіб)
- Сутору (166 осіб)

Комуна розташована на відстані 360 км на північний захід від Бухареста, 25 км на південний схід від Залеу, 35 км на північний захід від Клуж-Напоки.

## Населення
За даними перепису населення 2002 року у комуні проживали 1289 осіб.
Національний склад населення комуни:
| Національність   | Кількість осіб | Відсоток |
| ---------------- | -------------- | -------- |
| румуни           | 1217           | 94,4%    |
| цигани           | 37             | 2,9%     |
| угорці           | 32             | 2,5%     |
| українці         | 1              | 0,1%     |
| росіяни-липовани | 1              | 0,1%     |
| словаки          | 1              | 0,1%     |

Рідною мовою назвали:
| Мова      | Кількість осіб | Відсоток |
| --------- | -------------- | -------- |
| румунська | 1225           | 95,0%    |
| циганська | 33             | 2,6%     |
| угорська  | 30             | 2,3%     |
| словацька | 1              | 0,1%     |

Склад населення комуни за віросповіданням:
| Релігія        | Кількість осіб | Відсоток |
| -------------- | -------------- | -------- |
| православні    | 1185           | 91,9%    |
| реформати      | 29             | 2,2%     |
| баптисти       | 27             | 2,1%     |
| греко-католики | 9              | 0,7%     |
| п'ятдесятники  | 8              | 0,6%     |
| римо-католики  | 5              | 0,4%     |
| лютерани       | 2              | 0,2%     |
| не релігійні   | 1              | 0,1%     |